# Sara Devi Tamang
Sara Devi Tamang (* 4. Juni 1984) ist eine nepalesische Badmintonspielerin. 

## Karriere
Sara Devi Tamang nahm 2006 und 2010 an den Südasienspielen teil. Dort gewann sie mit dem Damenteam aus Nepal jeweils Bronze. Bei den Asienspielen 2010 schied sie im Einzel und im Doppel dagegen schon in der Vorrunde aus. Bei derselben Veranstaltung wurde sie Neunte im Mixed.